# Morvillers-Saint-Saturnin

Morvillers-Saint-Saturnin este o comună în departamentul Somme, Franța. În 1 ianuarie 2022 avea o populație de 376 de locuitori.